# Dave Gunther
David C. Gunther, detto Dave (Le Mars, 22 luglio 1937 – Mesa, 16 marzo 2024), è stato un cestista e allenatore di pallacanestro statunitense, professionista nella ABL e nella NBA.

## Carriera

### Giocatore
Dopo un triennio all'Iowa University fu selezionato dai Philadelphia Warriors nel Draft NBA 1959 con la 56ª scelta assoluta. Giocò con i Warriors un'unica partita, nella stagione 1962-1963, dopo il trasferimento del club a San Francisco. Inoltre nella stagione 1960-1961 giocò nella EPBL, lega in cui vinse anche il premio di rookie dell'anno. Militò inoltre con i San Francisco Saints e i Chicago Majors nella American Basketball League.

### Allenatore
Dal 1970 al 1988 fu allenatore a North Dakota, nella Division II della NCAA, con un totale di 332 vittorie e 117 sconfitte. Successivamente proseguì la sua carriera da allenatore in altre due università, smettendo di allenare nel 2001.

## Palmarès
- EPBL Rookie of the Year (1961)